# 성남시의 시내버스
성남시의 시내버스는 성남시를 주관으로 담당하는 시내버스이다. 주요 업체는 대명운수, 대원버스, 성남시내버스 3개 업체가 있으며 이외에도 경기고속, 대원고속을 비롯한 다른 업체는 서울, 광주, 용인, 하남, 화성 면허의 노선이 운행중에 있다.

## 버스 업체
2021년 1월 기준이다.
| 운행업체      | 보유 노선수 | 보유 노선수 | 보유 노선수 | 보유 노선수 | 보유 노선수 | 등록 대수 | 등록 대수 | 등록 대수 | 등록 대수 | 등록 대수 |
| ------------- | ----------- | ----------- | ----------- | ----------- | ----------- | --------- | --------- | --------- | --------- | --------- |
| 운행업체      | 노선 합계   | 광역급행    | 직행좌석    | 일반좌석    | 시내일반    | 대수 합계 | 광역급행  | 직행좌석  | 일반좌석  | 시내일반  |
| 경기고속 (KD) | 4           | -           | 4           | -           | -           | 46        | -         | 46        | -         | -         |
| 대명운수      | 5           | -           | -           | -           | 5           | 97        | -         | -         | -         | 97        |
| 대원버스 (KD) | 22          | -           | 15          | -           | 7           | 314       | -         | 153       | -         | 161       |
| 성남시내버스  | 29          | -           | 3           | -           | 26          | 367       | -         | 17        | -         | 350       |

### 다른 시, 군 운수업체
- 광주 : 경기고속, 대원고속
- 구리 : 경기여객
- 수원 : 삼경운수, 성우운수
- 의정부 : 경기고속
- 이천 : 이천시내버스
- 용인 : 경남여객, 대원상운
- 하남 : 경기상운
- 화성 : 화성여객
- 서울 : 남성버스, 대성운수, 동성교통, 삼성여객, 우신운수

## 운임

### 운임 체계
| 종류                | 나이                    | 현금 (원) | 카드 (원) | 조조요금 (원) |
| ------------------- | ----------------------- | --------- | --------- | ------------- |
| 일반시내 (DRT)      | 어른 (만 19세 이상)     | 1,500     | 1,450     | 1,250         |
| 일반시내 (DRT)      | 청소년 (만 12세 ~ 18세) | 1,100     | 1,010     | 870           |
| 일반시내 (DRT)      | 어린이 (만 6세 ~ 11세)  | 800       | 730       | 630           |
| 일반좌석            | 어른 (만 19세 이상)     | 2,500     | 2,450     | 2,050         |
| 일반좌석            | 청소년 (만 12세 ~ 18세) | 1,900     | 1,820     | 1,520         |
| 일반좌석            | 어린이 (만 6세 ~ 11세)  | 1,700     | 1,640     | 1,370         |
| 직행좌석 (간선급행) | 어른 (만 19세 이상)     | 2,900     | 2,800     | 2,400         |
| 직행좌석 (간선급행) | 청소년 (만 12세 ~ 18세) | 2,000     | 1,960     | 1,680         |
| 직행좌석 (간선급행) | 어린이 (만 6세 ~ 11세)  | 2,000     | 1,960     | 1,680         |
| 경기순환            | 어른 (만 19세 이상)     | 3,100     | 3,050     | 2,600         |
| 경기순환            | 청소년 (만 12세 ~ 18세) | 2,200     | 2,140     | 1,820         |
| 경기순환            | 어린이 (만 6세 ~ 11세)  | 2,200     | 2,140     | 1,820         |
| 광역급행(M버스)     | 어른 (만 18세 이상)     | 2,900     | 2,800     | 2,300         |
| 광역급행(M버스)     | 청소년 (만 12세 ~ 17세) | 2,100     | 2,000     | 1,600         |
| 광역급행(M버스)     | 어린이 (만 6세 ~ 11세)  | 1,600     | 1,600     | 1,300         |

### 환승 할인
환승할인은 수도권 통합운임제의 기준을 따른다.
대중교통수단간 환승시 각 통행거리를 합산하여 총 통행거리에 비례하여 운임을 부과되는 운임 체계이며,
환승할인이 가능한 경우는 경기도 버스 ↔ 서울 버스, 수도권 전철 및 지하철간 통합 운임제를 적용받는다.
기본 운임은 10km 이하까지는 900원이며, 초과시 이용지역/구간에 상관없이 5km마다 100원을 부과한다.

## 차량 안내방송
현재 성남 면허의 모든 노선에서는 차량 안내방송이 이루어지고 있으나, 양진텔레콤으로 대부분 안내방송 담당 회사가 통일되어 있는 서울 면허의 차량과는 달리 운행업체에 따라 서로 다른 안내방송 제작업체의 것을 사용하고 있어 서울 시내버스에서 발견되지 않는 문제점이 발견되고 있다.
- GPS 음영지역에서의 안내방송 : 성남 지역의 버스 노선 중에는  '본시스템'  업체의 안내방송을 사용하는 노선들이 있는데, GPS방식의 안내방송이어서 GPS 음영지역에서 방송이 나오지 않는 경우가 있다. 그리고 몇 년 있으면 성남시내버스와 대명운수는 본시스템 디지털 초고음질 방식 안내방송 전환될 예정이다.
- 정류소 명칭 : 이 외에도 일부 노선에서 실시되는 안내방송의 경우, 같은 정류장에 정차하는데도 운행업체마다 다른 회사의 안내방송을 사용해 노선들 간의 정류소 명칭이 다르게 방송된다.
  - 성남 분당구 이매동에 위치한 같은 정류장을 성남시내버스, 대명운수 노선은 '이매촌한신, 서현역'으로, 경기고속, 대원고속, 대원버스, 성우운수 노선은 '이매촌한신아파트, 서현역, AK플라자'서울특별시 면허인 남성버스, 동성교통 노선은 '이매촌한신아파트'로 안내한다.

## 노선 목록
성남시 면허의 시내버스 노선과 성남시 경유 시내버스 노선의 운행 구간과 이들 노선의 간략한 특징을 담고 있다. 노선 종별에 대한 별도의 표시가 없는 것은 일반 도시형버스 또는 이에 상응하는 서울특별시의 간선버스 및 지선버스이다. 차적지와 운행 방향에 상관없이, 성남시의 도로를 경유함에도 성남시 구간의 정차 정류소가 없는 노선은 생략하였다.

### 성남시내 노선
| 노선 번호        | 운행업체 | 운행구간                | 운행구간 | 운행구간                     | 경유지 | 배차 간격 (분) | 비고                            |
| ---------------- | -------- | ----------------------- | -------- | ---------------------------- | --- | -------------- | ------------------------------- |
| 6                | 대명운수 | 상대원동                | ↔        | 남한산성 유원지              | 성남산업단지, 사기막골, 황송터널, 은행1동 행정복지센터, 남한산성입구역, 을지대학교 | 7              |                                 |
| 33               | 성남시내 | 사기막골                | ↔        | 율동공원                     | 성남산업단지, 신구대학, 금광시장, 단대오거리역, 모란역, 성남시청, 탑마을 8단지, 이매촌, 서현역, 수내역, 수내동소방서, 대진고 | 8~10           |                                 |
| 33-1             | 성남시내 | 산성동                  | ↔        | 구미동                       | 산성역, 남한산성입구, 을지대학교, 남한산성입구역, 중원경찰서, 대원터널, 도촌동 1단지, 야탑역, 이매역, 중앙공원, 계원예고, 미금역 | 9~11           |                                 |
| 51               | 성남시내 | 사기막골                | ↔        | 분당서울대병원               | 황송터널, 을지대학교, 남한산성입구역, 모란역, 성남시청, 야탑역, 이매역, 중앙공원, 계원예고, 미금역 | 5~6            |                                 |
| 55               | 성남시내 | 사송동공영차고지        | ↔        | 남한산성입구                 | 삼평동 행정복지센터, 판교역, 아름마을, 야탑역, 성남시청, 모란역, 성남산업단지, 신구대학, 남한산성입구역 | 10~13          |                                 |
| 200              | 성남시내 | 도촌동                  | ↔        | 위례신도시                   | 야탑역, 모란역, 태평역, 신흥시장, 수정구청, 산성역 | 11~16          |                                 |
| 210              | 성남시내 | 남위례역                | ↔        | 복정고등학교                 | | 15~25          |                                 |
| 220              | 성남시내 | 사기막골                | ↔        | 운중동 (한국학중앙연구원)    | 상대원시장, 수정구청, 신흥시장, 태평역, 야탑역, 서현역, 중앙공원, KT, 정자역, 판교도서관 | 4~5            |                                 |
| 240              | 대명운수 | 남한산성입구            | ↔        | 도촌동                       | 을지대학교, 남한산성입구역, 단대오거리역, 태평역, 모란역, 성남시청 | 5~8            |                                 |
| 250              | 성남시내 | 도촌동                  | ↔        | 쇳골입구                     | 야탑역, 이매역, 서현역, 수내역, 정자역, 미금역 | 9~12           |                                 |
| 310              | 대원버스 | 오리역                  | ↔        | 시흥동(기업성장센터)         | 미금역, 이우중고, 판교대장로, 대장초·중학교, 산운마을, 한국잡월드, 수내역, 서현역, 이매촌한신, 판교역, 호반써밋플레이스, 봇들마을5단지, 봇들육교, 삼평교, 판교제2테크노밸리 | 15~25          |                                 |
| 311              | 대원버스 | 도촌동                  | ↔        | 수진역                       | 도촌7단지.8단지, 도촌초등학교.도촌종합사회복지관, 스위첸파티오1단지, 동강프라자앞, 도촌1.2단지, 도촌북로입구, 서울정형외과, 대하초등학교.중원청소년수련관, 대하초교, 성일고.힐스테이트아파트, 성호시장.단대리약국 → 수진역.성호시장.성일중고입구, 수진역4번출구, 수진1동행정복지센터, 성남시의료원정문 | 30~40          |                                 |
| 330              | 성남시내 | 산성동                  | ↔        | 운중동                       | 산성역, 태평역, 야탑역, 봇들마을, 판교원마을, 판교도서관 | 7~17           |                                 |
| 340              | 성남시내 | 사기막골                | ↔        | 운중동                       | 을지대학교, 남한산성입구역, 단대오거리역, 수진역, 모란역, 야탑역, 송현초교, 판교역, 판교도서관, 운중고교 | 8~20           |                                 |
| 340-1            | 성남시내 | 사기막골                | ↔        | 운중동 (서판교성당)          | 상대원동, 남한산성입구역, 단대오거리역, 수진역, 모란역, 야탑역, 송현초교, 판교역, 판교도서관, 운중고교 | 12~30          |                                 |
| 342              | 성남시내 | 모란대형주차장          | ↔        | 청계산옛골                   | 모란대형주차장 - (→ 모란시장 →/← 성남동성당 ← 중원구청 ← 모란역 ←) - 성남시청후문 - 모란차량기지앞 - 시흥동행정복지센터 - 시흥사거리 - 고등지구 - 대왕회관 - 청계산옛골 | 20~45          |                                 |
| 350              | 대명운수 | 상대원동 (대명운수본사) | ↔        | 운중동 (한국학중앙연구원)    | 대원터널, 중원구청, 모란역, 야탑역, 송현초교, 판교도서관, 운중고교 | 15~20          |                                 |
| 351              | 대명운수 | 구미동차고지            | ↔        | 판교제2테크노밸리 (위든타워) | 무지개마을, 대우.롯데아파트, 미금역, 상록마을, 정자역, 수내역, 분당구청, 서현역, 성남역, 매송초교.아름마을, 봇들마을, 기업성장센터 | 15~20          |                                 |
| 370              | 성남시내 | 고등마을아파트          | ↔        | 오리역                       | 판교테크노밸리, 판교역, 이매촌한신, 분당등기소, 분당중앙고, 가스공사, 무지개마을 | 145~155        |                                 |
| 380              | 성남시내 | 도촌동                  | ↔        | 분당서울대병원               | 야탑역, 판교테크노밸리, 판교역, 서현역, 미금역 | 14~17          |                                 |
| 382              | 성남시내 | 모란역                  | ↔        | 이노밸리                     | 중원구청, 상대원공단, 단대오거리역, 산성역, 태평역, 모란역, 야탑역 | 30             | 궁전아파트~산성역 순환로 무정차 |
| 100출            | 성남시내 | 산성역                  | ↔        | 복정역                       | 금광동, 숭신여고, 단대오거리역, 신흥역, 구 시청, 가천대 | 1회            | 운행시각: 03:30                 |
| 330출            | 성남시내 | 야탑역                  | ↔        | 이노밸리                     | 판교테크노밸리 | 5              | 맞춤형 출근버스                 |
| 누리1            | 성남시내 | 영생관리사업소          | ↔        | 쇳골                         | 도촌동, 야탑역, 이매사거리, 판교역, 궁내동 | 25             |                                 |
| 누리2            | 성남시내 | 새마을연수원            | ↔        | 옛골                         | 국군수도병원, 서현역, 백현4단지, 판교역, 판교제2테크노밸리, 금토동 | 25             |                                 |
| 누리3            | 성남시내 | 럭키타운                | ↔        | 석운동                       | 이매역, 서현역, 백현4단지, 판교역, 판교도서관, 운중동 | 25             |                                 |
| 누리4            | 성남시내 | 동원동종점              | ↔        | 판교역                       | 로얄냉장, 판교동행정복지센터, 판교박물관 | 95~105         |                                 |
| 반디1 직행좌석   | 대원버스 | 오리역                  | ↔        | 복정역                       | 미금역, 정자역, 수내역, 서현역, 이매역 | 8회            | - 심야버스                      |
| 반디1-1 직행좌석 | 대원버스 | 오리역                  | ↔        | 위례신도시                   | 미금역, 정자역, 수내역, 서현역, 이매역, 복정역 | 8회            | - 심야버스                      |
| 반디2 직행좌석   | 대원버스 | 오리역                  | ↔        | 남한산성입구                 | 미금역, 정자역, 수내역, 서현역, 이매역, 야탑역, 모란역, 수진역 | 8회            | - 심야버스                      |
| 반디3 직행좌석   | 대원버스 | 상대원동                | ↔        | 모란역                       | 하이테크밸리, 상대원동행정복지센터, 하대원동행정복지센터,중원구청 | 20~30          | - 심야버스                      |
| 반디4 직행좌석   | 대원버스 | 대장동                  | ↔        | 서현역                       | 판교풍경채7단지, 경남아너스빌, 운중동행정복지센터, 판교원마을, 판교동행정복지센터, 화랑공원남편, 판교역, 백현마을 | 20~30          | - 심야버스                      |
| S3355 직행좌석   | 성남시내 | 남한산성입구            | ↔        | 판교역북편                   | 남한산성입구역, 단대오거리역, 신흥역, 모란역, 성남시청, 야탑역, 성남아트센터, 율동공원, 신해철거리, 분당중앙공원, 한국잡월드, 판교박물관, 화랑공원 | 3회            | 토요일에만 운행 2층버스 운행    |

### 서울, 하남 방면 노선
| 노선 번호       | 운행업체          | 운행구간                        | 운행구간 | 운행구간                | 경유지 | 배차 간격 (분) | 비고                                                                            |
| --------------- | ----------------- | ------------------------------- | -------- | ----------------------- | --- | -------------- | ------------------------------------------------------------------------------- |
| 5               | 대원버스          | 판교제2테크노밸리               | ↔        | 마천역                  | 판교역, 송현초교, 야탑역, 모란역, 가천대학교, 복정역, 위례신도시, 장지역, 거여초교                                                                                      | 20~30          |                                                                                 |
| 30              | 경기상운          | 하남공영차고지                  | ↔        | 남한산성입구            | 상산곡동, 신장시장, 명일역, 구천면길, 천호역, 잠실역, 가락시장역, 모란역, 신흥역                                                                                        | 4~5            | 하남시 면허                                                                     |
| 31              | 경기상운          | 위례신도시                      | ↔        | 잠실역                  | 하남 위례동 행정복지센터, 위례센트럴푸르지오, 엠코타운플로리체, 장지역, 가락시장역                                                                                      | 15             | 하남시 면허                                                                     |
| 32              | 대원고속          | 광주하남교육지원청              | ↔        | 잠실역                  | 광주보건소, 경기광주역, 광남중고교, 삼동역, 모란역, 가천대학교, 장지역, 가락시장역                                                                                      | 10~15          | 광주시 면허                                                                     |
| 33              | 경기상운          | 위례신도시                      | ↔        | 학동역                  | 위례고등학교, 위례롯데캐슬, 위례센트럴푸르지오, 위례힐스테이트, 세곡동, 내곡동, 시민의숲, 양재역, 강남역, 논현역, 신사역                                                | 8~15           | 하남시 면허                                                                     |
| 38              | 경기상운          | 하남공영차고지                  | ↔        | 남한산성입구            | 상산곡동, 신장시장, 황산사거리, 중앙보훈병원역, 위례신도시, 모란역, 신흥역                                                                                              | 20~40          | 하남시 면허                                                                     |
| 50              | 성남시내          | 상탑동                          | ↔        | 복정역                  | 중탑동, 야탑역, 모란역, (구)성남시청, 산성역, 래미안위례, 송례중학교 | 5~10           |                                                                                 |
| 50-1            | 성남시내          | 상탑동                          | ↔        | 복정역                  | 중탑동, 야탑역, 모란역, (구)성남시청, 산성역, 래미안위례, 위례31단지 | 12~17          |                                                                                 |
| 53              | 성남시내          | 남위례역                        | ↔        | 남한산성                | 위례119안전센터.위례포레스트부영, 산성역.포레스티아, 한국폴리텍대학, 웃논골앞, 웃논골, 남문매표소앞, 남문터널                                                           | 40             |                                                                                 |
| 57              | 대명운수          | 성남예비군훈련장                | ↔        | 세곡동사거리            | 테크노파크, 야탑역, 하대원동, 상대원시장, 신구대학교, 단대오거리역, 모란역, 야탑역, 탄천종합운동장, 고등동, 효성고등학교                                                | 5~8            | 야탑역을 두 번 경유, 적색과 녹색으로 구분.                                      |
| 60              | 성남시내          | 상탑동                          | ↔        | 복정역                  | 영덕여고, 야탑역, 모란역, 중원구청, 대원사거리, 중원경찰서, 단대오거리역, 산성역, 위례한빛고, 위례31단지                                                                | 15~25          |                                                                                 |
| 100             | 성남시내          | 사기막골                        | ↔        | 가락시장역              | 대원사거리, 성남중원경찰서, 신구대학교, 단대오거리역, (구)시청, 가천대학교, 장지역, 문정역                                                                              | 140~150        |                                                                                 |
| 101             | 대원버스          | 오리역                          | ↔        | 잠실역                  | 미금역, 양지마을, 효자촌, 이매촌한신아파트, 판교역동편, 세곡동사거리, 수서역, 가락시장역, 송파역, 석촌역                                                                | 20~30          |                                                                                 |
| 102 직행좌석    | 대원버스          | 단국대학교 (죽전캠퍼스)         | ↔        | 건대입구역              | 오리역, 미금역, 정자역, 수내역, 이매촌한신A, 분당수서로 | 5~10           | 용인시 면허 출근시간대 급행버스 운행                                            |
| 103             | 대원버스          | 도촌동                          | ↔        | 사당역                  | 매화마을, 장미마을, 야탑역, 봇들마을, 낙생육교, 판교동, 운중동, 인덕원역, 정부과천청사역, 과천역, 남태령역                                                              | 15~25          | 2024년 시내버스 공공관리제 대상 노선                                            |
| 119             | 경기고속          | 오산리                          | ↔        | 군자역                  | 능골, 이매역, 야탑역, 모란역, 태평역, 가천대학교, 장지역, 가락시장역, 잠실역                                                                                            | 10~20          | 광주시 면허                                                                     |
| 231             | 성남시내          | 판교제2테크노밸리               | ↔        | 복정역(마천·위례경유)   | 고등동, 세곡동사거리, 복정역, 위례31단지, 거여역, 마천동, 와이즈더샵, 호반베르디움, 밀리토피아                                                                          | 15~25          | 평일 1회 금토동 출발 (08:00) 저상버스 운행 2024년 시내버스 공공관리제 대상 노선 |
| 302             | 동성교통          | 상대원동 (동성교통본사)         | ↔        | 상왕십리역              | 하대원, 중원구청, 수진역, 태평역, 잠실역, 어린이대공원역, 한양대역, 왕십리역, 청계9가                                                                                   | 5~20           | 서울시 면허                                                                     |
| 303             | 동성교통          | 상대원동 (동성교통본사)         | ↔        | 신설동역                | 단대오거리역, 태평역, 잠실역, 구의역, 군자역, 용두역 | 4~15           | 서울시 면허                                                                     |
| 315             | 성남시내          | 판교제2테크노밸리               | ↔        | 복정역                  | 판교테크노밸리, 야탑역, 성남시청, 모란역, 태평역, 성남여중, 복정고등학교, 위례그린파크푸르지오, 엠코타운플로리체                                                        | 14~19          | 전기버스 저상버스 운행 2024년 시내버스 공공관리제 대상 노선                     |
| 331             | 성남시내          | 모란역                          | ↔        | 복정역                  | 단대오거리역, 산성역, 밀리토피아, 위례롯데캐슬, 위례센트럴푸르지오, 위례자이                                                                                            | 10~15          | 전기버스 저상버스 운행 2024년 시내버스 공공관리제 대상 노선                     |
| 357             | 대명운수          | 상대원동                        | ↔        | 태평역                  | 하대원동, 모란역, 야탑역, 판교테크노밸리, 제2테크노밸리, 고등동, 세곡동사거리, 복정역                                                                                   | 15             |                                                                                 |
| 422             | 동성교통          | 구미동차고지                    | ↔        | 중곡역 (군자역)         | 미금역, 정자동, 효자촌, 이매촌한신A, 성남역, 야탑역, 모란역, 복정역, 가락시장역, 잠실역, 구의사거리, 아차산역→중곡동입구→대원고교→어린이대공원역                        | 7~15           | 서울시 면허                                                                     |
| 452             | 남성버스          | 송파공영차고지 (성남시)         | ↔        | 중앙대학교병원          | 산성역, 남한산성입구역, 단대오거리역, 태평역, 가천대학교, 복정역, 양재역, 강남역, 신논현역, 고속터미널역, 흑석역                                                        | 4~15           | 서울시 면허                                                                     |
| 500-1 직행좌석  | 대원고속          | 동원대학                        | ↔        | 잠실역                  | 곤지암터미널, 초월역, 삼동역, 모란역, 가천대학교, 장지역, 가락시장역 | 8~10           | 광주시 면허                                                                     |
| 500-2 직행좌석  | 경기고속          | 동원대학                        | ↔        | 삼성역                  | 곤지암터미널, 초월역, 삼동역, 모란역, 복정역, 세곡동, 수서역, 학여울역                                                                                                  | 10~20          | 광주시 면허                                                                     |
| 1005 직행좌석   | 경기고속          | 한국외국어대학교 (글로벌캠퍼스) | ↔        | 양재시민의숲역          | 모산마을, 독산마을, 장지삼거리, 광남중학교, 야탑역, 판교신도시, 경부고속도로, 신논현역, 강남역, 양재역                                                                  | 20~30          | 용인시 면허                                                                     |
| 1007 직행좌석   | 대원고속          | 수원대학교                      | ↔        | 잠실역                  | 영조아파트, 오현초교, 수원역, 화랑공원, 경부고속도로, 서울공항, 수서역, 송파역, 석촌역                                                                                  | 15~20          | 화성시 면허                                                                     |
| 1007-1 직행좌석 | 대원고속          | 대광빌리지                      | ↔        | 잠실역                  | 수원남부경찰서, 아주대학교, 월드컵경기장, 광교웰빙타운, 용인서울고속도로, 서울공항, 공군아파트, 신촌주민센터, 수서역                                                    | 10~15          | 수원시 면허                                                                     |
| 1009 직행좌석   | 대원고속          | 수원대학교                      | ↔        | 잠실역                  | 오목천동, 탑동, 구운동사거리, 율현중학교, 정자중심상가, 동원고교, 의왕요금소, 청계영업소, 판교테크노밸리, 서울공항, 복정역, 송파대로                                    | 15~25          | 화성시 면허                                                                     |
| 1101 직행좌석   | 경기고속          | 단국대학교 (죽전캠퍼스)         | ↔        | 신논현역                | 오리역, 미금역, 정자역, 분당구청, 신논현역→강남역→양재역→시민의숲 | 15~20          | 용인시 면허                                                                     |
| 1117 직행좌석   | 경기고속          | 한국외국어대학교 (글로벌캠퍼스) | ↔        | 강변역                  | 느티나무, 삼성빌라, 삼동역, 모란역, 가천대역, 복정역, 장지역, 송파역, 석촌역, 석촌호수, 잠실역                                                                          | 12             | 용인시 면허                                                                     |
| 1150 직행좌석   | 경기고속          | 한국외국어대학교 (글로벌캠퍼스) | ↔        | 서울역                  | 신안아파트, 모현초교, 율동공원, 서현중학교, 경부고속도로, 순천향대학병원, 종각역, 을지로입구역, 북창동                                                                  | 25~35          | 용인시 면허                                                                     |
| 1151 직행좌석   | 대원버스          | 오산리                          | ↔        | 양재시민의숲역          | 쌍용자동차, 능골삼거리, 태재고개, 율동공원, 경부고속도로, 신논현역, 강남역, 양재역                                                                                      | 15~20          | 용인시 면허                                                                     |
| 1241 직행좌석   | 대원버스          | 청덕중고교.지식산업센터         | ↔        | 강남역                  | 신일아파트, 동일A, 구성농협, 연원마을, 미금역, 경부고속도로, 신논현역, 우성아파트                                                                                       | 20~40          | 용인시 면허                                                                     |
| 1500-2 직행좌석 | 대원고속          | 에버랜드                        | ↔        | 사당역                  | 한국외국어대학교 글로벌캠퍼스, 왕곡마을, 모현사거리, 신안아파트, 태재고개, 경부고속도로, 남부터미널역, 예술의전당, 경남아파트, 오산당병원                               | 8~10           | 용인시 면허                                                                     |
| 3000 직행좌석   | 경기상운          | 하남종합운동장                  | ↔        | 판교테크노밸리          | 미사강변고, 미사강변푸르지오, 미사강변부영, 황산사거리, 가천대역, 야탑역, 탑마을대우                                                                                    | 12~20          | 하남시 면허                                                                     |
| 4103 직행좌석   | 대원버스          | 대장지구 (판교대장로)           | ↔        | 서울역                  | 판교풍경채5단지, 서판교성당, 판교원마을, 경부고속도로, 순천향대학병원, 을지로3가역, 종각역, 을지로입구역                                                                | 20~30          | 성남시 면허 대광위 준공영제 노선                                                |
| 5600 직행좌석   | 경남여객          | 명지대학교 (용인(자연)캠퍼스)   | ↔        | 강변역                  | 동진마을, 교수마을, 처인구청, 용인정신병원, 신갈파출소, 신갈오거리, 경부고속도로, 세곡동사거리, 수서역, 송파역, 잠실역                                                  | 15~20          | 용인시 면허                                                                     |
| 5700 직행좌석   | 경남여객          | 명지대학교 (용인(자연)캠퍼스)   | ↔        | 강변역                  | 에버랜드, 영동고속도로, 경부고속도로, 세곡동사거리, 수서역, 송파역, 잠실역                                                                                              | 15~20          | 용인시 면허                                                                     |
| 6900 직행좌석   | 대원버스          | 광교신도시 (광교차고지)         | ↔        | 수서역                  | 산의초교, 성동마을, 벽산아파트, 궁내동, 판교신도시, 서울공항, 세곡동사거리, 학여울역, 삼성역, 종합운동장역, 잠실새내역, 잠실역, 석촌역, 송파역, 가락시장                | 10~30          | 용인시 면허                                                                     |
| 7007-1 직행좌석 | 평택버스          | 단국대학교 죽전캠퍼스           | ↔        | 여의도 (한국거래소)     | 오리역, 미금역, 서울외곽순환고속도로, 경기도립과천도서관, 남태령역, 사당역, 이수역, 63빌딩, 여의도역, 국회의사당역→여의도공원→여의나루역                                | 30~60          | 용인시 면허                                                                     |
| 8100 간선급행   | 경기고속          | 단국대학교 (죽전캠퍼스)         | ↔        | 서울역                  | 오리역, 미금역, 정자역, 수내역, 경부고속도로, 순천향대학교병원, 을지로3가역, 종각역, 을지로입구역                                                                       | 10~15          | 용인시 면허 간선급행버스                                                        |
| G8110 직행좌석  | 대원버스          | 정자역                          | ↔        | 종각역                  | 수내역, 서현역, 이매촌한신A, 낙생육교, 경부고속도로, 순천향대학병원, 백병원, 을지로2가, 종로2가                                                                         | 5~10           | 대광위 준공영제 노선                                                            |
| 9000 직행좌석   | 경기고속          | 오리역                          | ↔        | 서울역                  | 대원사거리, 한진아파트, 중앙공원, 효자촌, 경부고속도로, 순천향대학병원, 을지로3가역, 종각역, 광화문역                                                                   | 5~10           | 대광위 준공영제 노선                                                            |
| 9003 직행좌석   | 대원버스          | 운중동                          | ↔        | 서울역                  | 한빛교회, 운중중학교, 판교도서관, 한림아파트, 경부고속도로, 순천향대학병원, 을지로3가역, 종각역, 을지로입구역, 북창동                                                   | 8~20           | 대광위 준공영제 노선                                                            |
| 9004 직행좌석   | 대원버스          | 운중동                          | ↔        | 양재시민의숲역          | 한빛교회, 운중중학교, 판교도서관, 한림아파트, 경부고속도로, 신논현역, 강남역, 양재역                                                                                    | 8~20           | 대광위 준공영제 노선                                                            |
| 9007 직행좌석   | 대원버스          | 운중동                          | ↔        | 서울역                  | 한빛교회, 운중중학교, 판교도서관, 한림아파트, H스퀘어, 판교역 | 20~40          | 대광위 준공영제 노선                                                            |
| 9200 직행좌석   | 대원버스          | 스타필드위례                    | ↔        | 서울역                  | 위례신도시, 세곡동, 내곡동, 경부고속도로, 순천향대학병원, 을지로3가역, 종각역, 을지로입구역                                                                             | 20~30          | 2019년 1월 7일 개통 대광위 준공영제 노선                                        |
| 9300 직행좌석   | 대원버스          | 도촌동                          | ↔        | 서울역                  | 매화마을, 야탑역, 쌍용아파트, 낙생육교, 경부고속도로, 순천향대학병원, 을지로3가역, 종각역, 을지로입구역                                                                 | 15~25          | 출근시간대 맞춤버스 운행 대광위 준공영제 노선                                   |
| 9400 직행좌석   | 대원버스          | 사기막골                        | ↔        | 강남역                  | 상대원동, 모란역, 성남시청, 고등동, 분당내곡로, 내곡동, 시민의숲, 양재역                                                                                                | 40~60          | 대광위 준공영제 노선                                                            |
| 9401 서울광역   | 남성버스 동성교통 | 오리역                          | ↔        | 서울역                  | 정자동, 효자촌, 이매촌한신A, 경부고속도로, 순천향대학병원, 남산1호터널, 을지로3가역, 종각역, 조계사, 안국동, 광화문역, 시청역, 남대문시장, 숭례문, 을지로입구역, 북창동 | 3~15           | 서울시 면허                                                                     |
| 9401-1 서울광역 | 남성버스 동성교통 | 푸른마을 (서현역)               | ↔        | 한남동 (순천향대학병원) | 이매촌한신A, 백현마을2단지, 백현마을1단지, 판교역, 경부고속도로 | 10~20          | 서울시 면허                                                                     |
| 9404 서울광역   | 남성버스          | 구미동 (LG트윈하우스)           | ↔        | 신사역                  | 오리역, 정자동, 수내동, 수내역, 분당내곡로, 양재역, 강남역, 신논현역, 논현역                                                                                            | 4~15           | 서울시 면허                                                                     |
| 9407 직행좌석   | 대원버스          | 구미동                          | ↔        | 압구정동                | 미금초교, 대원사거리, 효자촌, 아름마을, 분당수서로, 삼성역, 청담역, 압구정역, 광림교회                                                                                  | 11~13          | 대광위 준공영제 노선                                                            |
| 9408 서울광역   | 남성버스          | 오리역                          | ↔        | 구반포역                | 정자동, 효자촌, 이매역, 야탑역, 고등동, 세곡동, 양재역, 강남역, 신논현역, 논현역, 고속터미널역, 신반포역                                                                | 10~25          | 서울시 면허                                                                     |
| 9409 서울광역   | 동성교통          | 구미동                          | ↔        | 신사역                  | 오리역, 미금역, 이우중고, 대장지구, 화랑공원, 동산마을, 분당내곡로, 양재역, 강남역, 신논현역, 논현역                                                                    | 20~30          | 서울시 면허                                                                     |
| 9507 직행좌석   | 성남시내          | 운중동                          | ↔        | 압구정동                | 한빛교회, 운중중학교, 판교도서관, 한림아파트, 분당수서로, 삼성역, 청담역, 압구정역, 광림교회                                                                            | 20~25          | 대광위 준공영제 노선                                                            |
| 9607 직행좌석   | 성남시내          | 구미동                          | ↔        | 청담사거리              | 이마트, 정든마을, 서현역, 이매역, 야탑역, 모란역, 분당수서로, 삼성역, 청담역                                                                                            | 20~25          | 대광위 준공영제 노선                                                            |
| 9800 직행좌석   | 대원버스          | 영원무역                        | ↔        | 강남역                  | 중원경찰서, 모란역, 성남시청, 고등동, 분당내곡로, 내곡동, 시민의숲, 양재역                                                                                              | 40~60          | 대광위 준공영제 노선                                                            |
| M4102 광역급행  | 경기고속          | 오리역                          | ↔        | 서울역                  | 미금역, 정자역, 서현역, 이매촌한신A, 경부고속도로, 을지로3가역, 종각역, 을지로입구역, 명동국민은행, 북창동                                                              | 6~15           | 대광위 준공영제 노선                                                            |

### 부천, 고양, 시흥, 안산, 안양, 군포, 의왕 방면 노선
| 노선 번호     | 운행업체     | 운행구간                        | 운행구간 | 운행구간                   | 경유지 | 배차 간격 (분) | 비고                       |
| ------------- | ------------ | ------------------------------- | -------- | -------------------------- | --- | -------------- | -------------------------- |
| 333 직행좌석  | 대원버스     | 사기막골                        | ↔        | 안양역                     | 황송터널, 을지대학교, 남한산성입구역, 단대오거리역, 모란역, 청계영업소, 안양농수산물시장, 한림대병원, 범계역, 만안구청, 남부시장                      | 10~20          | 수도권제1순환고속도로 경유 |
| 360           | 성남시내버스 | 판교 제2테크노밸리              | ↔        | 레이크포레4단지 (백운호수) | 판교역 동편, 운중동, 타임 빌라스, 백운밸리, 백운호수                                                                                                  | 20~30          |                            |
| 1303 직행좌석 | 경기고속     | 한국외국어대학교 (글로벌캠퍼스) | ↔        | 안양역                     | 단국대학교죽전캠퍼스, 오리역, 미금역, 정자역, 수내역, 운중동, 인덕원역, 범계역                                                                        | 15~25          | 용인시 면허                |
| 3103 직행좌석 | 경원여객     | 본오동                          | ↔        | 나라기록관                 | 그랑시티자이A, 사동푸르지오A, 안산문화광장, 중앙역, 안산터미널, 성포동, 월피동, 부곡동, 수암동, 목감동, 화랑공원, 금토천교, 삼평교, 판교제2테크노밸리 | 1일 8회        | 안산시 면허                |
| 3202 직행좌석 | 시흥교통     | 삼미시장                        | ↔        | 나라기록관                 | 은계지구, 시흥대야역, 시흥요금소, 시흥하늘휴게소, 청계요금소, 경부고속도로, 화랑공원, 금토천교, 삼평교, 판교제2테크노밸리                             | 20~40          | 시흥시 면허                |
| 3302 직행좌석 | 시흥교통     | 시흥능곡역                      | ↔        | 나라기록관                 | 시흥시청역, 목감중심상업지구, 청계요금소, 경부고속도로, 화랑공원, 금토천교, 삼평교, 판교제2테크노밸리                                                 | 20~40          | 시흥시 면허                |
| 3330 직행좌석 | 대원버스     | 도촌동                          | ↔        | 안양역                     | 매화마을, 야탑역, 성남아트센터, 이매역, 이매촌한신A, 낙생육교, 청계영업소, 안양농수산물시장, 한림대병원, 범계역, 만안구청, 남부시장                   | 7~10           | 수도권제1순환고속도로 경유 |
| 3402 직행좌석 | 경원여객     | 이마트 시화점                   | ↔        | 나라기록관                 | 시화지구, 배곧한라비발디A, 배곧중심상가, 화랑공원, 금토천교, 삼평교, 판교제2테크노밸리                                                                | 20~40          | 시흥시 면허                |
| 3500 직행좌석 | 경기고속     | 오리역                          | ↔        | 경기외고                   | 미금역, 정자2동주민센터, 분당중앙공원, 서현역, 이매촌한신A, 낙생육교, 청계영업소, 군포문화예술회관, 산본역, 산본3단지, 당동, 한세대학교               | 15~25          | 수도권제1순환고속도로 경유 |
| 8106 경기순환 | 경기고속     | 오리역                          | ↔        | 송내역                     | 미금역, 이매촌한신A, 낙생육교, 경부고속도로, 수도권제1순환고속도로, 부천터미널, 복사골문화센터, 반달마을                                              | 15~20          | 경기순환버스               |
| 8109 경기순환 | 경기고속     | 오리역                          | ↔        | 킨텍스                     | 미금역, 정자역, 서현역, 야탑역, 수도권제1순환고속도로, 백석역, 마두역, 주엽역, 대화역                                                                 | 15~20          | 경기순환버스               |

### 용인, 수원, 안성, 화성, 오산, 평택, 경기광주 방면 노선
| 노선 번호     | 운행업체 | 운행구간                      | 운행구간 | 운행구간                      | 경유지 | 배차 간격 (분) | 비고                                                       |
| ------------- | -------- | ----------------------------- | -------- | ----------------------------- | --- | -------------- | ---------------------------------------------------------- |
| 3-1           | 대원버스 | 광주하남교육지원청            | ↔        | 사기막골                      | 광주공설운동장, 광주축협, 역동, 삼동역, 모란역, 태평역, (구)시청, 단대오거리역, 신구대학교, 성남중원경찰서, 대원사거리                                             | 6~7            | 2024년 시내버스 공공관리제 대상 노선                       |
| 9             | 대원고속 | 사송공영차고지                | ↔        | 남한산성                      | 야탑역, 모란역, 태평동, 산성역, 은행시장, 양지공원 | 10~15          | 광주시 면허                                                |
| 9-1           | 대원고속 | 산성역                        | ↔        | 남한산성                      | 한국폴리텍대, 웃논골, 남문매표소 |                | 광주시 면허, 토/일/공휴일에만 운행, 기상조건 악화시 미운행 |
| 17            | 경기고속 | 광주하남교육지원청            | ↔        | 금광동                        | 광주공설운동장, 역동사거리, 경기광주역, 오포1동행정복지센터, 추자동, 문형동, 능골, 신현동, 율동공원, 분당동, 수내역, 서현역, 야탑역, 모란역, 단대오거리역          | 5~10           | 광주시 면허                                                |
| 17-1          | 경기고속 | 광주하남교육지원청            | ↔        | 금광동 (삼성래미안아파트)     | 광주공설운동장, 역동사거리, 경기광주역, 양벌동, 광남중고교, 오포1동 행정복지센터, 추자동, 문형동, 능골, 신현리, 율동공원, 이매역, 야탑역, 모란역, 단대오거리역     | 30~40          | 광주시 면허                                                |
| 31-2          | 경기고속 | 광주축협                      | ↔        | 모란역                        | 광주공설운동장, 탄벌동, 이배재터널, 대원사거리, 하대원동 | 30~45          | 광주시 면허                                                |
| 31-3          | 경기고속 | 광주터미널                    | ↔        | 모란역                        | 광주축협, 파라다이스아파트, 광주공설운동장, 탄벌동, 이배재터널, 대원사거리, 하대원동                                                                               | 5~15           | 광주시 면허                                                |
| 32-1          | 경기고속 | 오포금호아파트                | ↔        | 중앙시장                      | 오포소방서, 광남중학교, 성원아파트, 직동삼거리, 삼동역, 모란역, 태평역                                                                                             | 12~15          | 광주시 면허                                                |
| 52            | 성남시내 | 남한산성                      | ↔        | 사송동공영차고지              | 산성역, 단대오거리역, 모란역, 야탑역 | 130~150        |                                                            |
| 60            | 대원고속 | 광주하남교육지원청            | ↔        | 수원역                        | 광주공설운동장, 역동사거리, 경기광주역, 양벌리, 외대사거리, 문형리, 능골, 죽전1동, 오리역, 죽전역, 수지구청, 이마트, 성복역, 상현1동, 경기대후문, 화성행궁, 장안문 | 10~12          | 광주시 면허                                                |
| 116-1         | 경기고속 | 정자역                        | ↔        | 오산시 (갈곶동)               | 미금역, 하얀마을, 오리역, 보정역, 구성역, 신갈오거리, 민속촌입구, 기흥초교, 삼성반도체, 한림대병원, 메타폴리스, 솔빛·나루마을, 동탄초교, 운암단지, 오산역          | 15~25          | 광주시 면허                                                |
| 116-3         | 화성여객 | 동탄2신도시 (방교리)          | ↔        | 미금역                        | 센트럴푸르지오, 동탄4동 행정복지센터, 고매동, 민속촌입구, 신갈오거리, 구성역, 보정역, 오리역, 미금역                                                               | 20~40          | 화성시 면허                                                |
| 300           | 대원버스 | 오리역                        | ↔        | 은대미                        | 미금역, 정자역, 수내역, 서현역, 야탑역, 도촌동사거리, 삼동역, 광주경찰서, 역동사거리, 초월역, 곤지암터미널, 곤지암역                                               | 8~10           |                                                            |
| 320           | 대원고속 | 태전지구                      | ↔        | 성남중앙시장                  | 중대물빛공원, 삼동역, 갈마터널, 모란역, 태평역 | 25~50          | 광주시 면허                                                |
| 390           | 대원버스 | 사송공영차고지                | ↔        | 초당역                        | 야탑역, 쌍용아파트, 송현초교, 벌말육교, 판교역, 보평중학교, 보바스병원, 죽전역 현대홈타운, 호수마을                                                                | 10~15          | 2024년 시내버스 공공관리제 대상 노선                       |
| 520           | 대원고속 | 오리역                        | ↔        | 강남300CC                     | 미금역, 정자역, 수내역, 서현1동행정복지센터, 분당요한성당, 신현3리, 청솔마을                                                                                       | 8~10           | 광주시 면허                                                |
| 521           | 대원고속 | 서현역                        | ↔        | 신현리 (산하빌라)             | 분당요한성당, 태재고개, 오거스타골프클럽, 동심8차빌라 | 30~40          | 광주시 면허                                                |
| 522           | 대원고속 | 서현역                        | ↔        | 능평1리 (현동빌라)            | 분당요한성당, 태재고개, 신현3리, 능평4리 | N/A            | 광주시 면허                                                |
| 700-2         | 경기고속 | 오리역                        | ↔        | 수원대학교                    | 햐얀마을, 미금역, 수지중학교, 경기대학교, 장안문, 수원역, 고색동                                                                                                   | 5~10           | 광주시 면허                                                |
| 720-1         | 경기고속 | 서현역                        | ↔        | 영통차고지                    | 미금역, 수지중학교, 경기대학교, 아주대학교, 영통등기소, 청명역 | 5~15           | 광주시 면허                                                |
| 720-2         | 경기고속 | 수원대학교                    | ↔        | 백현마을                      | 와우삼거리, 오목초교, 수원역, 아주대학교, 정평중학교, 오리역, 미금역, 서현역, 하늘소망교회                                                                         | 5~10           | 광주시 면허                                                |
| 820           | 경남여객 | 명지대학교 (용인(자연)캠퍼스) | ↔        | 정자역                        | 동진마을, 교수마을, 라이프아파트, 용인등기소, 진우아파트, 동부아파트, 한성아파트, 보정역, 오리역, 미금역                                                           | 10~12          | 용인시 면허                                                |
| 2007 직행좌석 | 삼경운수 | 삼경운수평동영업소 (수원역)   | ↔        | 세이브존(성남점) 단대오거리역 | 장안문, 경기일보, 봉담과천로, 수도권제1순환고속도로, 모란역, 수진역, 신흥역                                                                                        | 10             | 수원시 면허                                                |
| 3100 직행좌석 | 대원버스 | 기업성장센터                  | ↔        | 고산리 (오포우림아파트)       | 기업지원허브, 판교제2테크노밸리, 판교역, 봇들마을, 송현초교, 삼환아파트, 야탑역, 성남시청, 태전아이파크, 태전힐스테이트, 금호베스트빌                              | 45~50          |                                                            |
| 4000 직행좌석 | 성우운수 | 수원터미널                    | ↔        | 사송공영차고지                | 수원월드컵경기장, 아주대학교, 수원시청역, 아주대학교, 수원월드컵경기장, 판교신도시, 서현역, 이매역, 야탑역, 성남시청                                               | 35~50          | 수원시 면허                                                |
| 4500 직행좌석 | 성남시내 | 사송공영차고지                | ↔        | 수원터미널                    | 모란역, 성남시청, 야탑역, 운중도서관, 용인서울고속도로, 수원월드컵경기장, 아주대학교, 수원시청역                                                                   | 35~50          | 2층버스 운행                                               |
| 6801 직행좌석 | 대원고속 | 성남터미널 (야탑역)           | ↔        | 평택지제역                    | 판교역, 스타필드안성, 평택대학교, 배다리생태공원, 우미린센트럴파크, 서재자이아파트, 센트럴자이1단지                                                                | 40~70          | 광주시 면허                                                |
| 8201 직행좌석 | 대원고속 | 성남터미널 (야탑역)           | ↔        | 안성터미널                    | 판교역, 풍림아파트, 공도터미널, 대림동산, 중앙대학교안성캠퍼스, 한경국립대학교, 시민회관                                                                           | 30~60          | 광주시 면허                                                |
| 8301 직행좌석 | 경기고속 | 성남터미널 (야탑역)           | ↔        | 송탄터미널                    | 판교역, 운암주공5단지, 오산역 | 40~250         | 광주시 면허                                                |

### 가천대역 ex-허브 정차 노선
| 노선 번호      | 운행업체     | 운행구간                | 운행구간 | 운행구간          | 경유지 | 배차 간격 (분)    | 비고                                             |
| -------------- | ------------ | ----------------------- | -------- | ----------------- | --- | ----------------- | ------------------------------------------------ |
| 1009 직행좌석  | 대원고속     | 수원대학교              | ↔        | 잠실역            | 국립축산과학원, 수영5, 화서역, 수원의료원, 이목동, 봉담과천로, 서울외곽순환고속도로, 장지역, 문정역, 가락시장역, 송파역, 석촌역, 몽촌토성역, 잠실나루역 | 15~25             | 화성시 면허                                      |
| 1112 직행좌석  | 대원고속     | 경희대학교 (국제캠퍼스) | ↔        | 강변역            | 살구골동아A, 영통공원, 황골벽산A, 경부고속도로, 수도권제1순환고속도로, 장지역, 문정역, 가락시장역, 송파역, 석촌역, 잠실역, 구의역                       | 7~12              | 수원시 면허                                      |
| 1650 직행좌석  | 경기여객     | 구리시 (수택동)         | ↔        | 안양역            | 강변북로, 강변역, 구의역, 잠실역, 석촌역, 송파역, 가락시장역, 문정역, 장지역, 수도권제1순환고속도로, 안양농수산물시장, 범계역, 비산4, 남부시장          | 8~10              | 구리시 면허                                      |
| 8401 경기순환  | 경기고속     | 수원역                  | ↔        | 경기도청 북부청사 | 병무청, 장안문, 경기일보, 봉담과천로, 수도권제1순환고속도로, 장암주공5단지, 신곡2동                                                                     | 평일 6회 주말 2회 | 의정부시 면허 구리시 미경유 8409번 차량으로 운행 |
| 8409 경기순환  | 경기고속     | 수원역                  | ↔        | 경기도청 북부청사 | 병무청, 장안문, 경기일보, 봉담과천로, 수도권제1순환고속도로, 구리역, 돌다리, 배탈고개, 장암역, 망월사역, 의정부역, 의정부터미널                         | 30~60             | 의정부시 면허                                    |
| G2100 직행좌석 | 이천시내버스 | 이천역                  | ↔        | 잠실광역환승센터  | 이천터미널, (구)보건소, 대원칸타빌, 송정동, 도암IC, 성남이천로, 수도권제1순환고속도로, 가천대, 장지역, 문정역, 가락시장역, 송파역, 석촌역               | 15~25             | 이천시 면허                                      |

## 사진

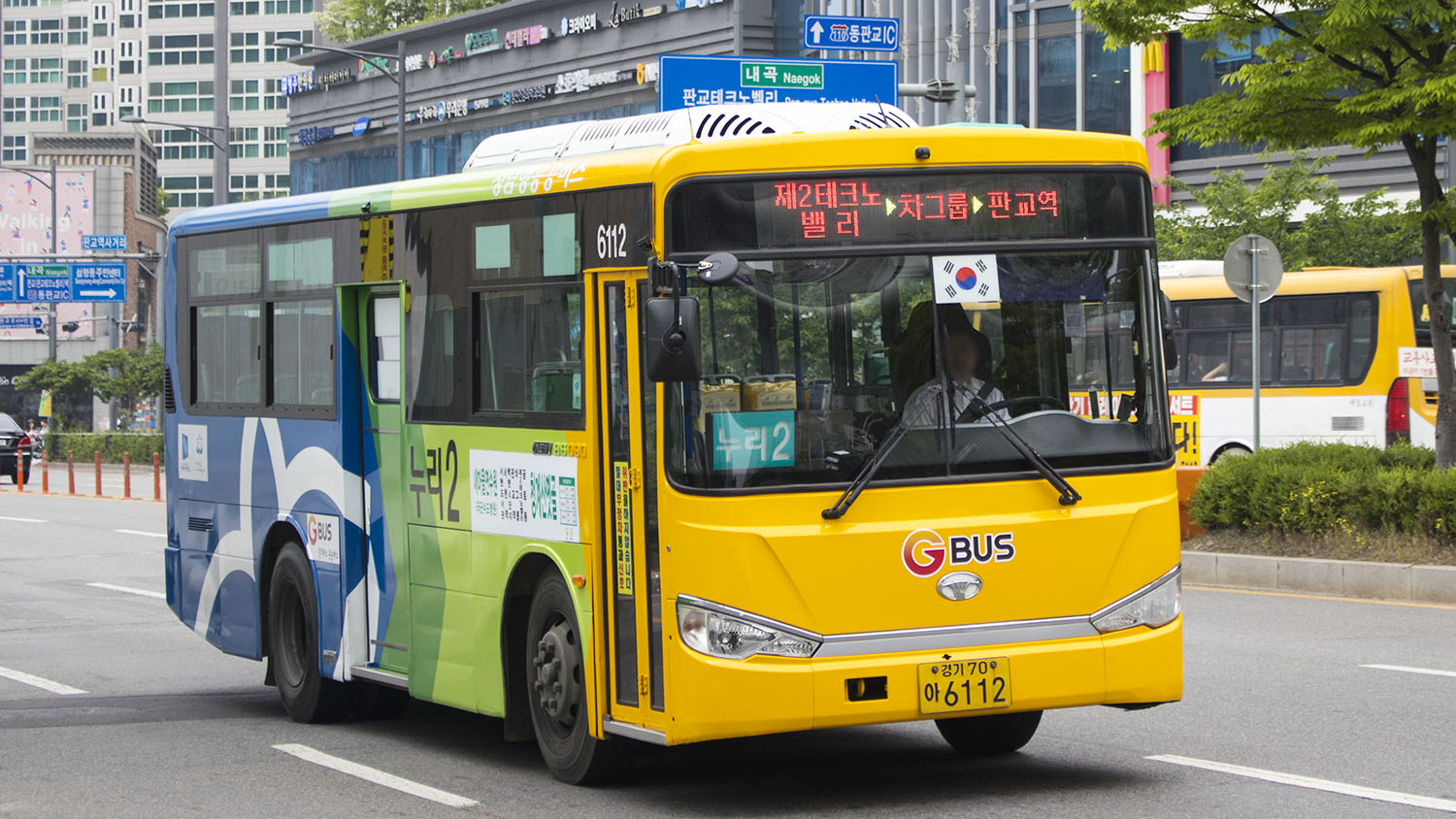
성남형 공공버스 누리2번
성남시내버스 50번
성남시내버스 57번
성남시내버스 90번
성남시내버스 200번
성남시내버스 220번
성남시내버스 250번
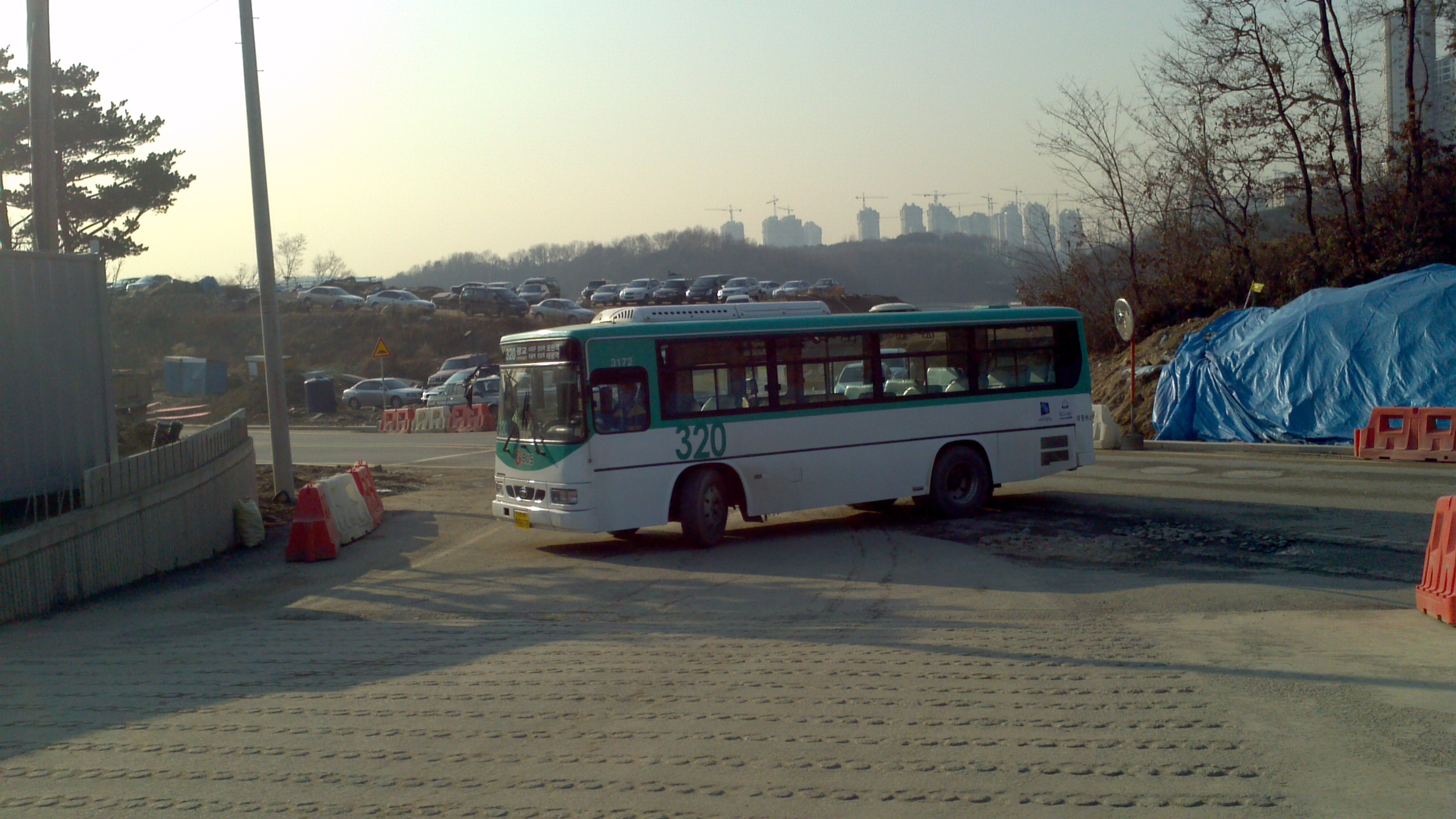
성남시내버스 구 320번
성남시내버스 102번
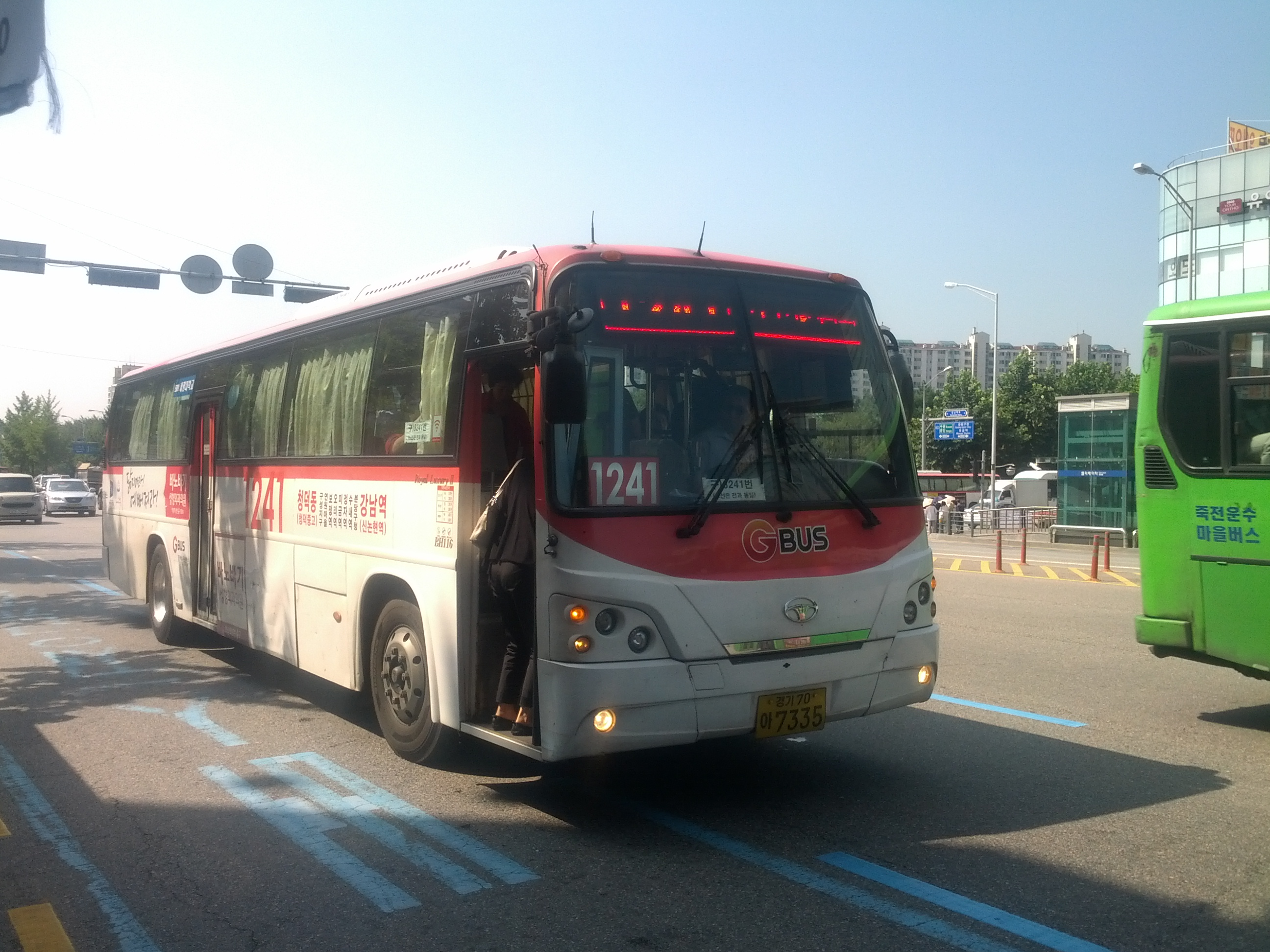
성남시내버스 1241번
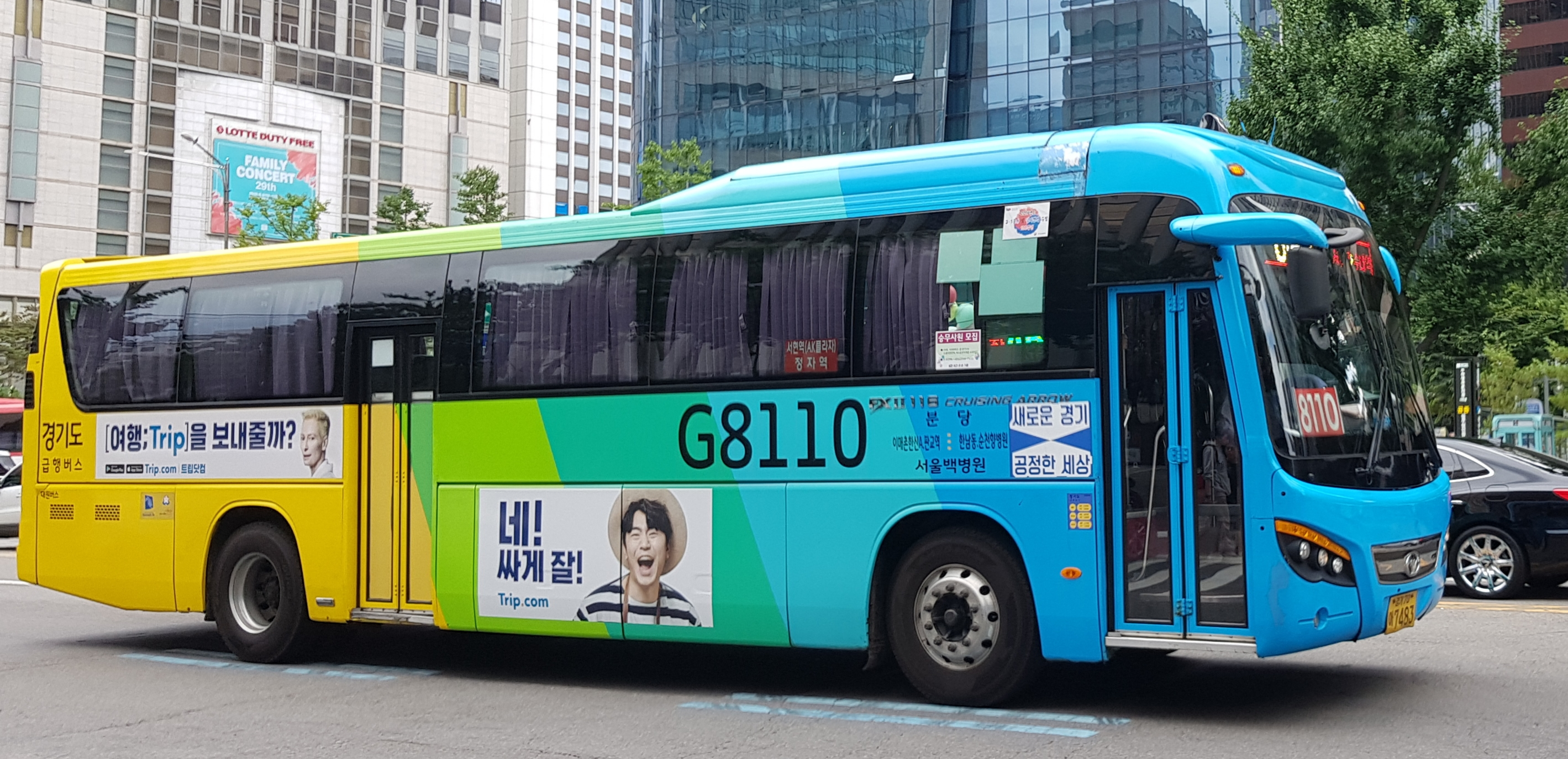
굿모닝 급행버스 G8110번